# Браун, Тамара
Тамара Браун (англ. Tamara Braun; род. 18 апреля 1971, Эванстон, Иллинойс) — американская телевизионная актриса, известная благодаря ролям в дневных мыльных операх.
Браун наиболее известна по своей роли Карли Коринтос в мыльной опере «Главный госпиталь», где она снималась с 2001 по 2005 год и номинировалась на Дневную премию «Эмми» за лучшую женскую роль в 2004 году. С 2008 по 2009 год Браун играла в мыльной опере «Все мои дети», а ранее в «Днях нашей жизни». За роль Авы Витали, принцессы мафии, в мыльной опере «Дни нашей жизни», в 2009 году она выиграла Дневную премию «Эмми» за лучшую женскую роль второго плана. Она вернулась в шоу в 2011 году, но уже с другой ролью.
Кроме работ в дневных мыльных операх Браун появилась во множестве прайм-тайм телесериалов, таких как «Седьмое небо», «Доктор Хаус», «Детектив Раш», «Говорящая с призраками», «C.S.I.: Место преступления», «Необходимая жестокость» и «Касл».

## Избранная фильмография
| Год       |   | Русское название                 | Оригинальное название    | Роль                   |
| --------- | - | -------------------------------- | ------------------------ | ---------------------- |
| 1997—1998 | с | Баффи — истребительница вампиров | Buffy the Vampire Slayer | Тара / бешеная девушка |
| 2006      | с | Доктор Хаус                      | House                    | Грейс Пальмиери        |